# Peter Heine Nielsen
Pour les articles homonymes, voir Nielsen.
Peter Heine Nielsen, né le 24 mai 1973, est un joueur d'échecs danois, devenu grand maître international en 1994. 
Au 1er février 2016, il est le 108e joueur mondial et le 1er danois, avec un classement Elo de 2 649 points

## Carrière

### Joueur d'échecs
Peter Heiner Nielsen a remporté cinq fois le championnat du Danemark entre 1996 et 2008 ainsi que le tournoi Sigeman & Co de Malmö en 2004. Il a représenté le Danemark lors de sept olympiades entre 1994 et 2008, remportant une médaille de bronze individuelle au troisième échiquier en 1994.
Le 30 janvier 2004, il affronte Chessbrain, le plus grand ordinateur d'échecs distribué.

### Championnats du monde et coupes du monde
| Année | Lieu                             | Résultat                            | Ultime adversaire | Adversaires battus                            |
| ----- | -------------------------------- | ----------------------------------- | ----------------- | --------------------------------------------- |
| 1999  | Las Vegas                        | deuxième tour                       | Judit Polgár      | Joel Benjamin                                 |
| 2001  | Moscou                           | deuxième tour                       | Viswanathan Anand | Alexander Goldin                              |
| 2004  | Tripoli                          | deuxième tour                       | Teimour Radjabov  | Surya Ganguly                                 |
| 2011  | Khanty-Mansiïsk (coupe du monde) | quatrième tour (huitième de finale) | Vugar Gashimov    | Evguéni Postny Michael Adams Mircea Pârligras |

### Secondant
Nielsen a été secondant du prodige norvégien Magnus Carlsen et de l'ancien champion du monde Viswanathan Anand. Il a notamment secondé Anand lors du Championnat du monde d'échecs 2012 qui l'opposait à Boris Guelfand. Depuis, il est le secondant de Magnus Carlsen, notamment lorsque celui-ci est devenu à son tour champion du monde.

## Shogi

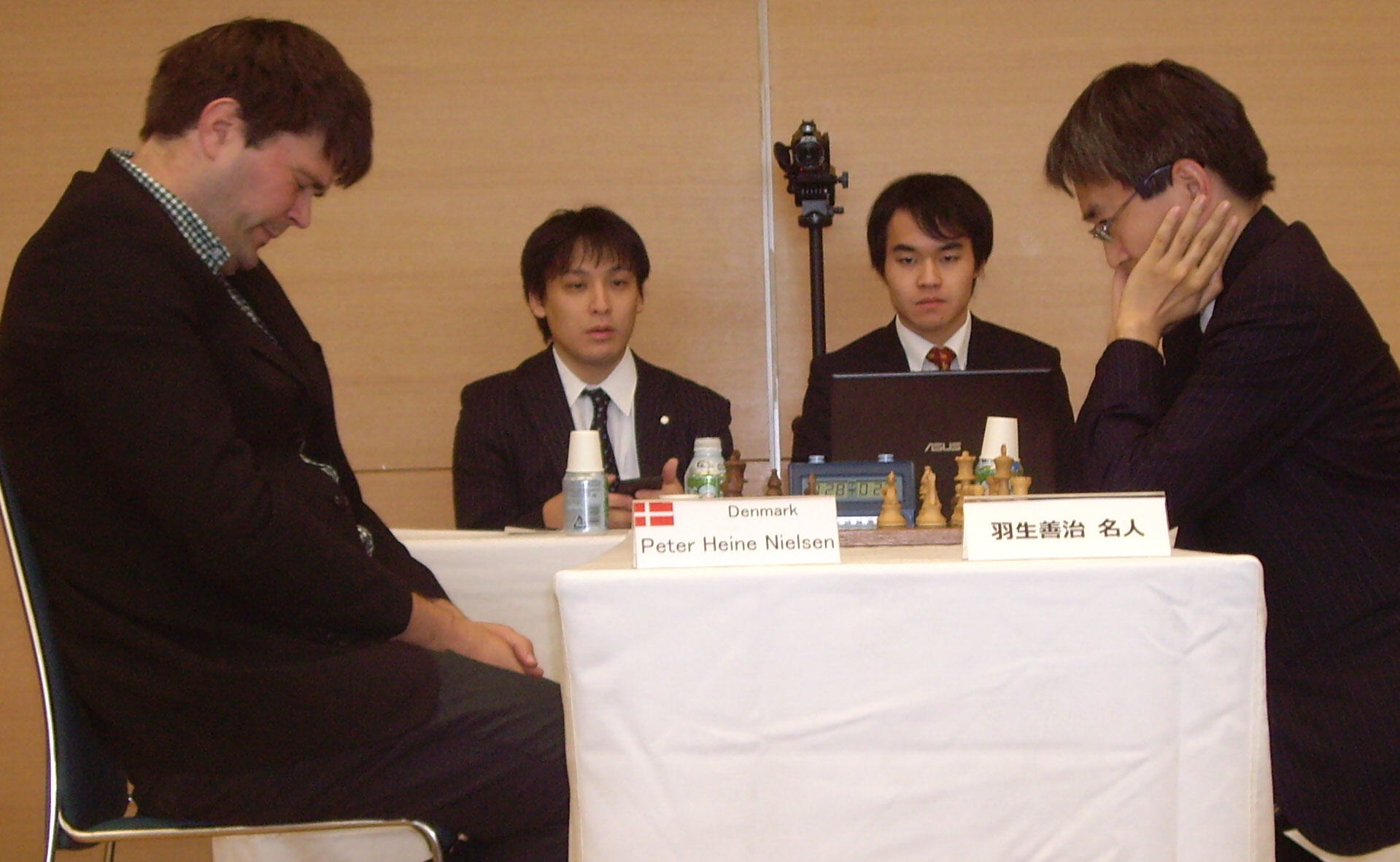
Peter Heine Nielsen jouant une partie d'échecs contre le champion de shogi Yoshiharu Habu (2014).

En 2012, Peter Heiner Nielsen a commencé à jouer au Shogi, il obtient le rang de 2eme dan en mai 2017.
Il représente le Danemark en 2014 et 2017 a l'International Shogi Forum et atteint la finale du tournoi B en 2017.
Il participe à deux reprises au championnat d'Europe de shogi (18e en 2015 13e en 2017).
En mai 2017, il devient champion du Danemark de shogi.